# 四部医典
《四部医典》（藏語：རྒྱུད་བཞི་）是藏医学的重要经典、奠基之作。一般认为《四部医典》为8世纪末的老宇妥·云丹贡布（གཡུ་ཐོག་རྙིང་མ་ཡོན་ཏན་མགོན་པོ་）所著，三百多年后由其十三世孙小宇妥·云丹贡布（གཡུ་ཐོག་གསར་མ་ཡོན་ཏན་མགོན་པོ་）整理、注释后开始传世。

## 名称
《四部医典》在藏文中名为རྒྱུད་བཞི་，意思是“四部密续”。汉语最初译为“四续”；后为方便理解，又改译为“医方四续”或“四部医典”。又音译为“居悉”等。:2
རྒྱུད་བཞི་实为简称，书名全称为བདུད་རྩི་སྙིང་པོ་ཡན་ལག་བརྒྱད་པ་གསང་བ་མན་ངག་གི་རྒྱུད་，意为“甘露精要八支秘密诀窍续”。其中“八支”（ཡན་ལག་བརྒྱད་པ་）是来自印度阿育吠陀之概念，指由八个领域所组成的医学。:3,4

## 作者
《四部医典》究竟是一部从印度传来的佛经，还是一本藏地凡人所创作的医学著作，长期以来多有争议。目前一般认为，《四部医典》是藏医学家的创作，不存在梵文原本。书中许多内容受到古印度医学影响，但也存在古印度医学中没有的医学知识，如受到古代汉族中医学影响的脉诊，以及来自藏人自己医疗实践经验的胚胎学。:184-186
具体而言，《四部医典》最初于吐蕃王朝时期由老宇妥·云丹贡布写成，之后秘密藏在桑耶寺内约三百年。12世纪中叶，老宇妥的十三世孙小宇妥·云丹贡布得到此书，然后重新整理、修订、注解。今本《四部医典》就此定型。:11

## 内容

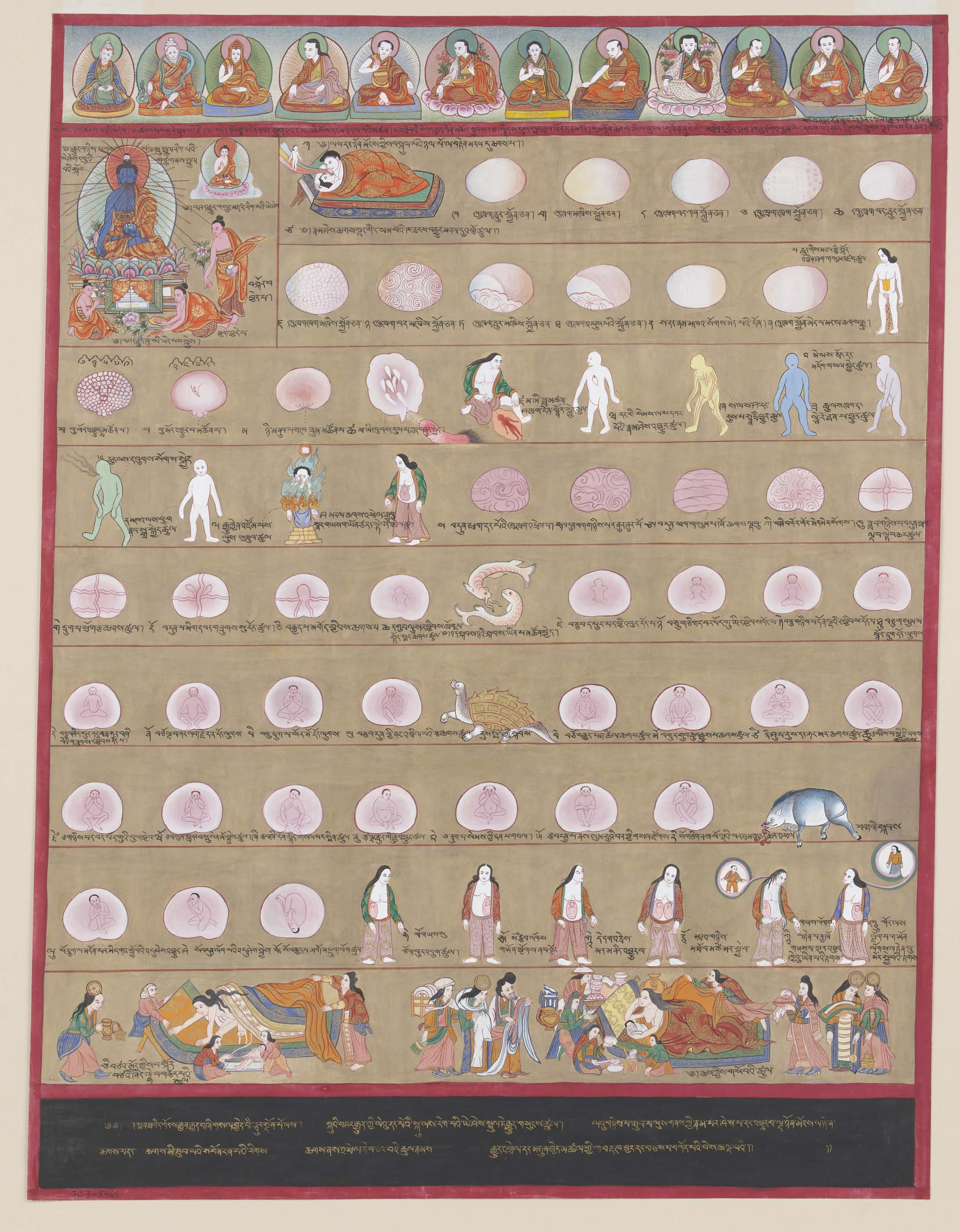
“曼唐”系列中的人体胚胎发育图，对应《四部医典》第二部第二章“身体形成”

《四部医典》以药师琉璃光佛的两个化身心生仙人和明智仙人问答的形式写成。:26全书有四部：
1. 根本医典（རྩ་རྒྱུད་），共6章，从藏医哲学出发，介绍关于人体生理、病理、诊断、医疗的总体思想。
2. 论说医典（བཤད་རྒྱུད་），共31章，深入阐发第一部，介绍人体构造、病痛成因、身体保健、药物性状、诊断方法和治疗原则等内容。
3. 秘诀医典（མན་ངག་རྒྱུད་），共92章，介绍各种临床疾病的具体治疗方法。
4. 后续医典（ཕྱི་མ་རྒྱུད་），共27章，介绍诊断方法、用药配合以及外治法等内容。[2][3]

《四部医典》基本理论的核心是认为人体内有三大因素：隆（རླུང་）、赤巴（མཁྲིས་པ་）、培根（བད་ཀན་）。隆对应风，性寒，主气；赤巴对应火，性热，主肝胆；培根对应水和土，性黏湿，主痰液。这三种因素的平衡与否就会影响人体的健康状况。在诊断方面，采用望、闻、触三种办法，其中包涵脉诊和尿诊。在治疗方法上，首先调节饮食和起居，然后再采用药物治疗和外治法（放血、艾灸、药浴等）。《四部医典》特别在胚胎学方面达到了非常高的水平，将人体胚胎发育过程以週为单位进行精密的分析，其成果在同时期世界各医疗体系中处于领先水平。

## 影响和流传

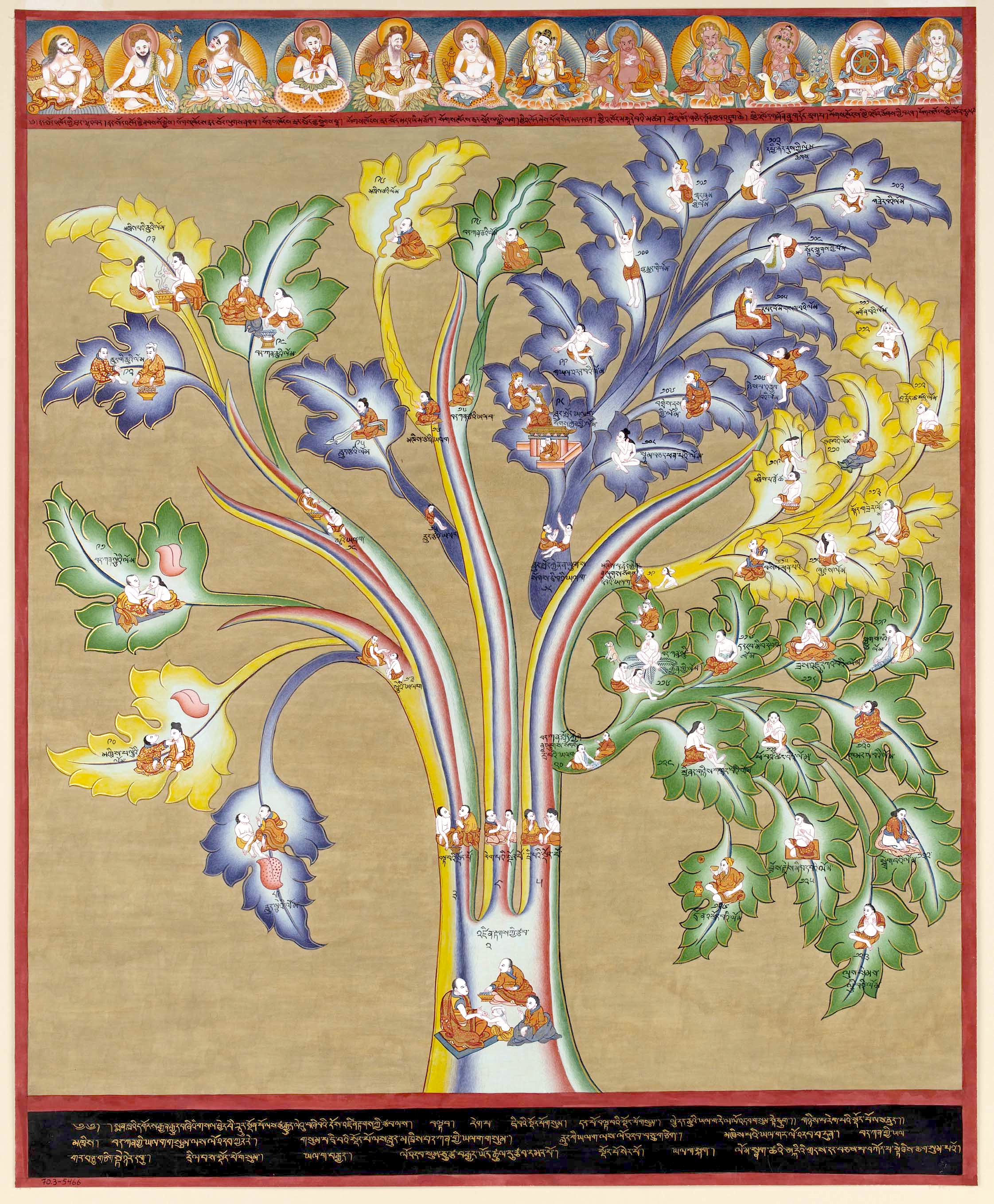
“曼唐”系列中的诊断方法树喻图，对应《四部医典》第一部第四章“识病要点”，从左到右三根树干分别为望、触、闻

《四部医典》奠定了藏医学的基础。传统藏医教育以《四部医典》作为核心教材和学位考核用书。
《四部医典》影响力巨大，但其成书时代较早，所用语言为古典藏语，又使用韵文形式，文句为适应格律而更加晦涩。因此，后代藏医学家做了大量的注释工作。第一部重要注疏出自苏喀·罗哲杰布（ཟུར་མཁར་བློ་གྲོས་རྒྱལ་པོ་）。他在阅读藏医南方学派创始人苏喀·娘尼多吉（ཟུར་མཁར་མཉམ་ཉིད་རྡོ་རྗེ་）的笔记时，得知当时流传的《四部医典》在传抄中已日渐失真，于是四处寻访，终于找到了小宇妥亲手抄写、注释的《四部医典》，在此基础上进行校订，并于1546年在扎塘（གྲ་ཐང་）地方刊行，是为《四部医典》最早的校阅本和最早的木刻本。之后他又花费四年时间进行注释，写成《祖先言教》（མེས་པོའི་ཞལ་ལུང་）。
《四部医典》的另一部重要注疏出自曾担任第巴二十多年的桑结嘉措（སངས་རྒྱས་རྒྱ་མཚོ་）。他在对不同版本的《四部医典》及注释进行比较、研究的基础上，写成《蓝琉璃》（བཻཌྰུརྱ་སྔོན་པོ་），为《四部医典》最详尽、权威的注释本。同时他还召集著名画家，绘制了79幅医学挂图“曼唐”（སྨན་ཐང་，“医学唐卡”），作为《四部医典》和《蓝琉璃》的图解。

### 翻译
18世纪时，《四部医典》和《蓝琉璃》传入蒙古人地区，翻译为蒙古文，影响了蒙医学的理论和发展。
1982年，第一部中文版全本《四部医典》由人民卫生出版社出版。该版本由李永年根据扎塘本译出，译文采用偈文形式。1987年，第二部中文版全本《四部医典》由上海科学技术出版社出版。该版本由马世林等人根据青海塔尔寺藏本译出，译文采用白话文形式。有研究者认为，这两个中译本都有相当数量的不准确之处。
西方世界对《四部医典》的了解始于匈牙利藏学家乔玛。《四部医典》先后翻译为英语、俄语、德语、日语，但均为节译本。

## 珍本
2018年，拉萨西藏自治区藏医院所藏的四种木刻本和一部手写本《四部医典》入选《世界记忆亚太地区名录》。四种刻本分别为1546年扎塘版，1640年达旦版，1662年甘丹平措林版，1892年药王山版。前三个刻本均已绝版，其刻板均毁于文化大革命。手写本为1942年的金汁抄本。